# 伊本·哈塔卜
塔米爾·薩利赫·阿卜杜拉（阿拉伯语：‎，1959年4月14日—2002年3月20日），沙烏地阿拉伯出身的車臣軍事指揮官和聖戰者。

## 生平
他生於阿爾阿爾，父親是沙烏地阿拉伯人，母親是切爾克斯人，18歲時前往阿富汗對抗蘇聯入侵，並在一次爆炸事故中炸掉右手幾隻手指致殘。在1993－95年他前往塔吉克斯坦參與塔吉克內戰。

### 車臣戰爭
在1994年5月他帶了一批車臣武裝分子在阿富汗接受軍事訓練。在第一次車臣戰爭時他充當當地戰士和外國穆斯林金融家的中介金融家，幫助爭取資金。他在1995年10月一次伏擊中殺害47名俄羅斯士兵，在1996年4月另一次伏擊中他殺了100個俄羅斯士兵和破壞了24－36輛軍車。在戰爭過程中，巴薩耶夫成了他最親密的戰友和個人朋友。在1997年12月22日，他和一些阿拉伯聖戰者和一群達吉斯坦叛亂分子襲擊布伊納克斯克，引起達吉斯坦戰爭。
他在2002年3月20日於達吉斯坦被俄羅斯聘請的達吉斯坦信差用帶毒的信殺死，他死後指揮官位置由埃米爾阿布·瓦利德繼承。